# Championnats du monde de gymnastique artistique 1905
Navigation
Édition précédente Édition suivante
Les 2e championnats du monde de gymnastique artistique ont eu lieu à Bordeaux en France.

## Résultats

### Concours général individuel
| Rang | Gymnaste        | Total   |
| ---- | --------------- | ------- |
| 1.   | Marcel Lalue    | 185.500 |
| 2.   | Daniel Lavielle | 184.250 |
| 3.   | Lucien Démanet  | 179.250 |

### Concours général par équipe
| Rang | Équipe | Total   |
| ---- | --- | ------- |
| 1.   | France Georges Dejaeghere, Lucien Démanet, Marcel Lalu, Daniel Lavielle, Joseph Martinez, Pierre Payssé     | 990.000 |
| 2.   | Pays-Bas F.J.W. Lambert, J.H. Reeder, J.H.A.G. Schmitt                                                      | 941.750 |
| 3.   | Belgique Jean de Hoe, Paul Mangin, Auguste van Ackere, Albert van de Roye, Leon van de Roye, Vital Verdickt | 906.750 |

### Barre fixe
| Rang | Gymnaste        | Total  |
| ---- | --------------- | ------ |
| 1.   | Marcel Lalue    | 36.000 |
| 2.   | Joseph Martinez | 35.750 |
| 3.   | Pierre Paysse   | 35.500 |
| 3.   | Lucien Démanet  | 35.500 |

### Barres
| Rang | Gymnaste       | Total  |
| ---- | -------------- | ------ |
| 1.   | Josef Martinez | 33.500 |
| 1.   | Marcel Lalue   | 33.500 |
| 3.   | Pierre Paysse  | 32.750 |

### Cheval d'arçon
| Rang | Gymnaste         | Total  |
| ---- | ---------------- | ------ |
| 1.   | Georges Dejagere | 34.750 |
| 2.   | Marcel Lalue     | 34.500 |
| 3.   | Daniel Lavielle  | 33.750 |

## Tableau des médailles
| Rang | Nation   | Or | Argent | Bronze | Total |
| ---- | -------- | -- | ------ | ------ | ----- |
| 1    | France   | 6  | 3      | 5      | 14    |
| 2    | Pays-Bas | -  | 1      | -      | 1     |
| 3    | Belgique | -  | -      | 1      | 1     |